# Spoorlijn Mommenheim - Sarreguemines
De Spoorlijn Mommenheim - Sarreguemines is een Franse spoorlijn van Mommenheim naar Sarreguemines. De lijn is 74,5 km lang en heeft als lijnnummer 161 000.

## Geschiedenis
De lijn werd aangelegd door de Reichseisenbahnen in Elsaß-Lothringen en in gedeeltes geopend, van Steinbourg naar Bouxwiller op 15 oktober 1877 en van Bouxwiller naar Schweighouse-sur-Moder op 1 november 1881. In 1970 werd het personenvervoer opgeheven, tussen 1970 en 1991 werd ook het goederenvervoer stapsgewijs beëindigd. Het gedeelte tussen Steinbourg en Obermodern is opgebroken, tussen Obermodern en Schweighouse-sur-Moder is de lijn nog aanwezig op een aantal overwegen na.

## Treindiensten
De SNCF verzorgt het personenvervoer op dit traject met TER treinen.
| Serie           | Treinsoort | Route                                                           | Bijzonderheden         |
| --------------- | ---------- | --------------------------------------------------------------- | ---------------------- |
| TER 86300 RE 19 | TER (SNCF) | Strasbourg-Ville – Mommenheim – Sarreguemines – Saarbrücken Hbf | Rijdt eenmaal per dag. |
| TER 830900      | TER (SNCF) | Strasbourg-Ville – Kalhausen – Sarreguemines                    |                        |

## Aansluitingen
In de volgende plaatsen is of was er een aansluiting op de volgende spoorlijnen:
Mommenheim
RFN 070 000, spoorlijn tussen Noisy-le-Sec en Strasbourg-Ville
RFN 070 341, raccordement militaire van Mommenheim
Obermodern
RFN 160 000, spoorlijn tussen Steinbourg en Schweighouse-sur-Moder
RFN 160 017, raccordement van Obermodern-Ouest
RFN 160 022, raccordement militaire van Obermodern-Est
Ingwiller
RFN 162 000 tussen Bouxwiller en Ingwiller
Wingen-sur-Moder
RFN 166 000, spoorlijn tussen Wingen-sur-Moder en Saint-Louis-lès-Bitche
Diemeringen
RFN 167 000, spoorlijn tussen Réding en Diemeringen
RFN 167 026, raccordement van Diemeringen
Kalhausen
RFN 169 000, spoorlijn tussen Kalhausen en Sarralbe
RFN 169 306, raccordement van Kalhausen
Sarreguemines
RFN 159 000, spoorlijn tussen Haguenau en Hargarten-Falck
RFN 163 000, spoorlijn tussen Sarreguemines en Sarreguemines grens
RFN 168 000, spoorlijn tussen Berthelming en Sarreguemines
RFN 170 000, spoorlijn tussen Sarreguemines en Bliesbruck